# Торременга
Торременга (ісп. Torremenga) — муніципалітет в Іспанії, у складі автономної спільноти Естремадура, у провінції Касерес. Населення — 656 осіб (2010).
Муніципалітет розташований на відстані близько 180 км на захід від Мадрида, 80 км на північний схід від Касереса.

## Демографія
Динаміка населення (INE ):

## Галерея зображень

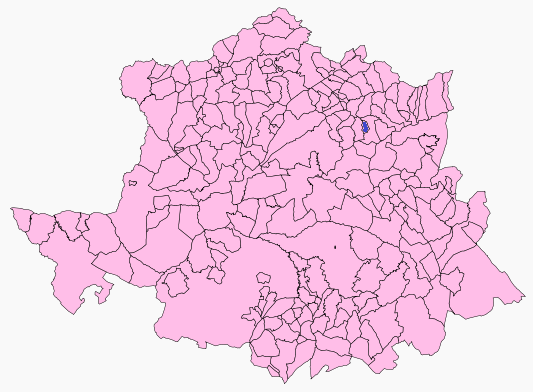
Розташування муніципалітету у провінції Касерес
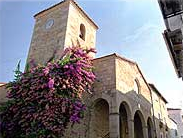
Парафіяльна церква Торременги